# Коне, Мусса
Мусса Саиб Коне (фр. Moussa Saib Koné; 12 февраля 1990, Аньяма, Кот-д’Ивуар) — ивуарийский футболист, полузащитник.

## Карьера

### Клубная
Коне начинал заниматься футболом на родине, а в 2006 году приехал в Италию, где стал тренироваться с молодёжной командой «Аталанты» из Бергамо. 28 июля 2010 года футболист был арендован клубом «Фоджа», представляющим третий по силе дивизион страны. Дебют ивуарийца в составе новой команды состоялся 22 августа в игре против «Кавезе», а первый гол Мусса забил уже 29 августа во встрече с «Луккезе» (в итоге поражение «Фоджи» со счётом 2:3). К концу сезона полузащитник провёл 32 матча в высшем дивизионе Профессиональной лиги, забив 4 гола, причём в большинстве матчей Коне оказывался в стартовом составе. Кроме того, футболиста принял участие в 6 играх Кубка итальянской Высшей лиги (бывший Кубок Италии Серии С) и отметился одним забитым мячом.
Вернувшись в «Аталанту», 19 августа 2011 года Мусса Коне вновь отправился в аренду, но уже в «Пескару», которая выступала в Серии В. Здесь он попал под руководство Зденека Земана, который работал вместе с футболистом в прошлом сезоне в «Фодже». 27 августа ивуарийский полузащитник дебютировал в Серии В, выйдя на поле в матче против «Эллас Вероны», а счёт забитым голам открыл 1 ноября в игре с «Варезе».

### Международная
10 августа 2011 года Мусса Коне провёл первый матч в составе сборной Кот-д’Ивуара. Это была товарищеская встреча с командой Израиля. Коне вышел во втором тайме, заменив Яя Туре, а спустя 22 минуты забил свой дебютный мяч в сборной. В итоге слоны одержали победу со счётом 4:3.